# Анатомия (фильм)
«Анатомия» (нем. Anatomy) — фильм 2000 года, режиссёр Штефан Рузовицки.

## Сюжет
Паула Хеннинг, блестящий молодой врач и потомственный хирург, выигрывает конкурс, в результате которого получает право пройти научный курс анатомии у профессора Гронбека в Гейдельберге. С первых дней она начинает подозревать какие-то темные дела, творящиеся в анатомичке.

## В ролях
| Актёр              | Роль              |
| ------------------ | ----------------- |
| Франка Потенте     | Паула Хеннинг     |
| Бенно Фюрман       | Хайн              |
| Анна Лоос          | Гретхен           |
| Себастьян Бломберг | Каспар            |
| Хольгер Шпекхан    | Фил               |
| Трауготт Буре      | профессор Гронбек |
| Рюдигер Фоглер     | доктор Хеннинг    |
| Андреас Гюнтер     |                   |

## Критика
На агрегаторе рецензий Rotten Tomatoes рейтинг одобрения составляет  58 % на основе 12 обзоров со средневзвешенной оценкой 5,3 из 10.
Стивен Холден из The New York Times дал отрицательную рецензию, заявив, что фильму «не хватает хриплого, шокирующего карнавального юмора его американских прототипов».